# هایموایلر
هایموایلر (به آلمانی: Heimweiler) یک شهر در آلمان است که در باد کرویتسناخ واقع شده‌است.